# NGC 89
NGC 89은 4개의 상호작용은하 중 한 그룹인 로버트의 사중 은하의 일부인 막대나선은하 또는 렌즈형은하이다. H알파 방사를 내뿜는 세이퍼트 2 핵을 갖고 있다.